# Quistello
Quistello ist eine norditalienische Gemeinde (comune) mit 5272 Einwohnern (Stand 31. Dezember 2023) in der Provinz Mantua in der Lombardei. Die Gemeinde liegt etwa 22 Kilometer südöstlich von Mantua an der Secchia. Quistello grenzt unmittelbar an die Provinz Modena (Emilia-Romagna). Die Gemeinde liegt wenige Kilometer südlich des Po.

## Geschichte
Aus dem lateinischen Custellum ist der Name des Ortes entstanden. 1007 erscheint erstmals der Name der Gemeinde als Custello. 1734 kam es hier zur Schlacht von Quistello zwischen Habsburger Truppen und Französischen und Sardischen Truppen im Rahmen des Polnischen Thronfolgekriegs.

## Wirtschaft und Verkehr
In der Gegend um Quistello wird Wein angebaut und daraus Lambrusco produziert.
Durch die Gemeinde führt die frühere Strada Statale 496 Virgiliana (heute eine Provinzstraße) von Ferrara nach San Benedetto Po.